# Ялгузаг (снайперская винтовка)
Ялгузаг (азерб. yalquzaq) — азербайджанская снайперская винтовка представленная публике в 2012 году Министром оборонной промышленности Яваром Джамалом. 17 декабря 2012 году снайперская винтовка «Ялгузаг» была представлена президенту Азербайджана Ильхаму Алиеву.

## Характеристики
Винтовка в пустом состоянии весит 7,1 кг, имеет магазин на 10 патронов, скорострельность — 10-15 выстрелов в минуту. Общая длина снайперской винтовки составляет 1170 мм, а длина ствола - 660 мм. В собранном виде длина оружия составляет 950 мм.
Снайперская винтовка оснащена оптическими прицелами STON производства MSN Alov.

## Страны-эксплуатанты
- Азербайджан